# Sùng An
Sùng An (chữ Hán phồn thể: 崇安區, âm Hán Việt: Sùng An khu) là một quận cũ thuộc địa cấp thị Vô Tích, tỉnh Giang Tô, Cộng hòa Nhân dân Trung Hoa. Quận Sùng An có diện tích 17 km², dân số 180.000 người (2001). Mã số bưu chính là 214002, mã vùng điện thoại là 0510. Quận Sùng An được chia thành 6 nhai đạo: Sùng An Tự, Thông Giang, Quảng Thụy Lộ, Thượng Mã Đôn, Giang Hải, Quảng Ích. Tháng 10 năm 2015, Quốc vụ viện Trung Quốc phê chuẩn thiết lập khu Vô Tích trên cơ sở sáp nhập ba khu Sùng An, Nam Trường, Bắc Đường.